# Alexander Eckener
Alexander Eckener (født 21. august 1870 i Flensborg, død 26. maj 1944 i Aalen) var en tysk kunstmaler og grafiker.

## Biografi
Alexander Eckener var den yngste søn af cigaretfabrikanten Johann Christoph Eckener (1824–1880) og hustruen, skomagerdatteren Anna Maria Elisabeth Lange (1832–1893); Zeppelinerskipperen Hugo Eckener var hans broder og Toni Eckener han søster. 1905 giftede Alex Eckener sig med Sophie Eckener født, Eisenlohr (1884-1975). Sammen havde de sønnen Hans-Peter Eckener (1910-1944)
Eckener var inspireret af realismen, impressionisme og jugendstil og fik sin første kunstleriske inspiration fra sin lærer, Flensborg-maleren Jacob Nöbbe. Gennem hans støtte kunne Eckener mellem 1888 og 1892 studere på Kunstakademiet i München]. Efterfølgende vendte han tilbage til Flensborg hvor han dyrkede sine kontakter til Kunstnerkolonien Egernsund, især til fotografen Wilhelm Dreesen.
1899 studerede Eckener på Kunstakademiet i Stuttgart. Her specialiserede han sig i raderinger, som han blev særligt kendt for. I 1905 grundlagde han en raderingsskole, og i 1908 overtog han grafik-klassen på Akademiet i Stuttgart. 1912 blev han professor i litografi og træsnit, og mellem 1925 og 1928 var han leder af Akademiet og fortsatte derefter med at undervise indtil 1936, hvorefter han blev professor emeritus. Kunstnerisk forblev han tæt knyttet til sin hjemegn - hans motiver viser Nordfrisland, Flensborg Fjord og især teglværkerne i Egernsund.
Eckeners hovedfortjeneste som maler bestod i hans kontakt med almindelige mennesker og særlig i at udvælge motiver fra den hurtigvoksende industri. Han interesserede sig også for det arbejdende menneske midt imellem maskinerne.